# Le Brassus
Le Brassus (toponimo francese) è una frazione del comune svizzero di Le Chenit, nel Canton Vaud (distretto del Jura-Nord vaudois).

## Storia
La frazione, dotata di una certa autonomia amministrativa, è stata istituita nel 1908.

### Simboli

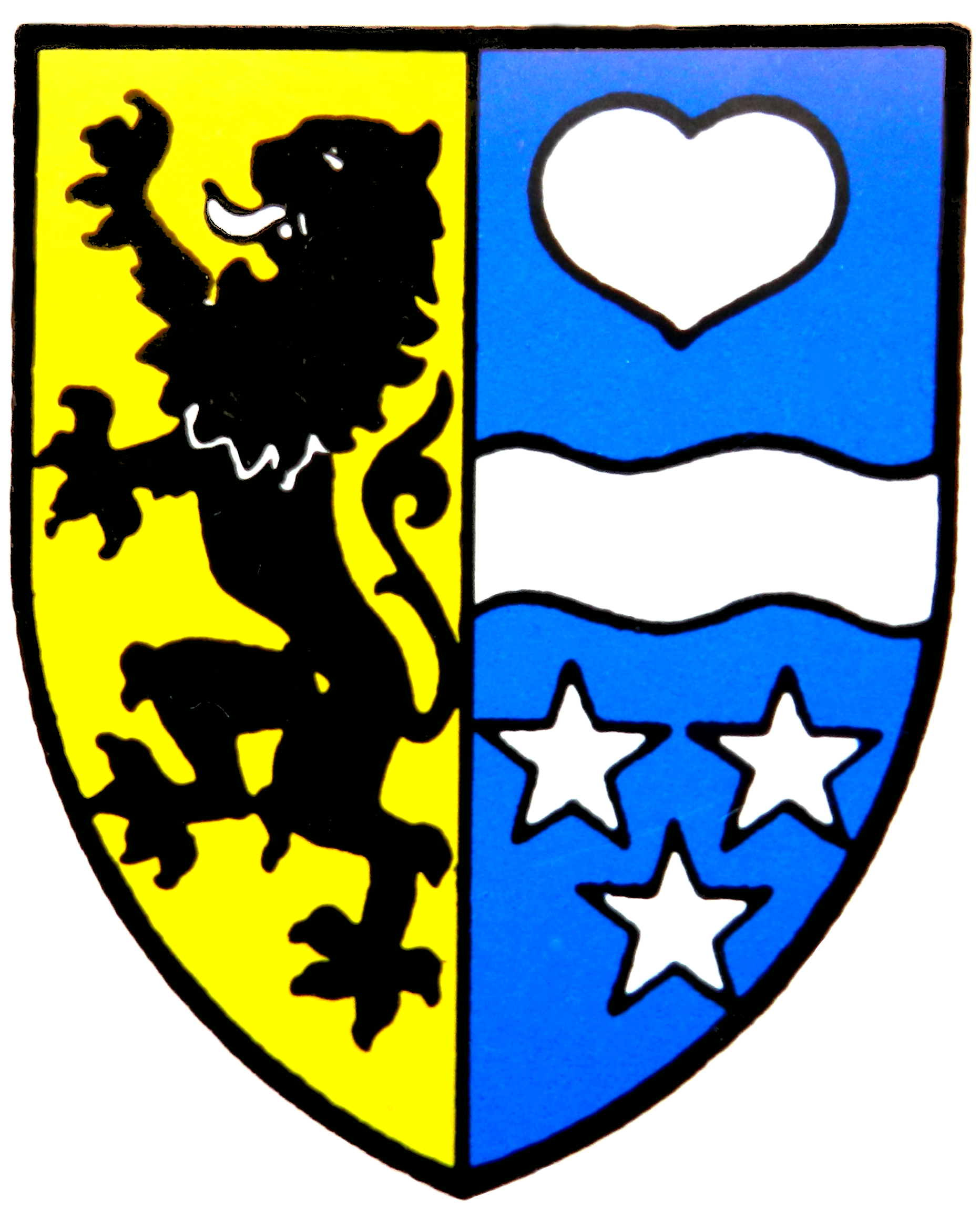
Stemma di Le Brassus

Lo stemma della frazione di Le Brassus si blasona:

## Monumenti e luoghi d'interesse

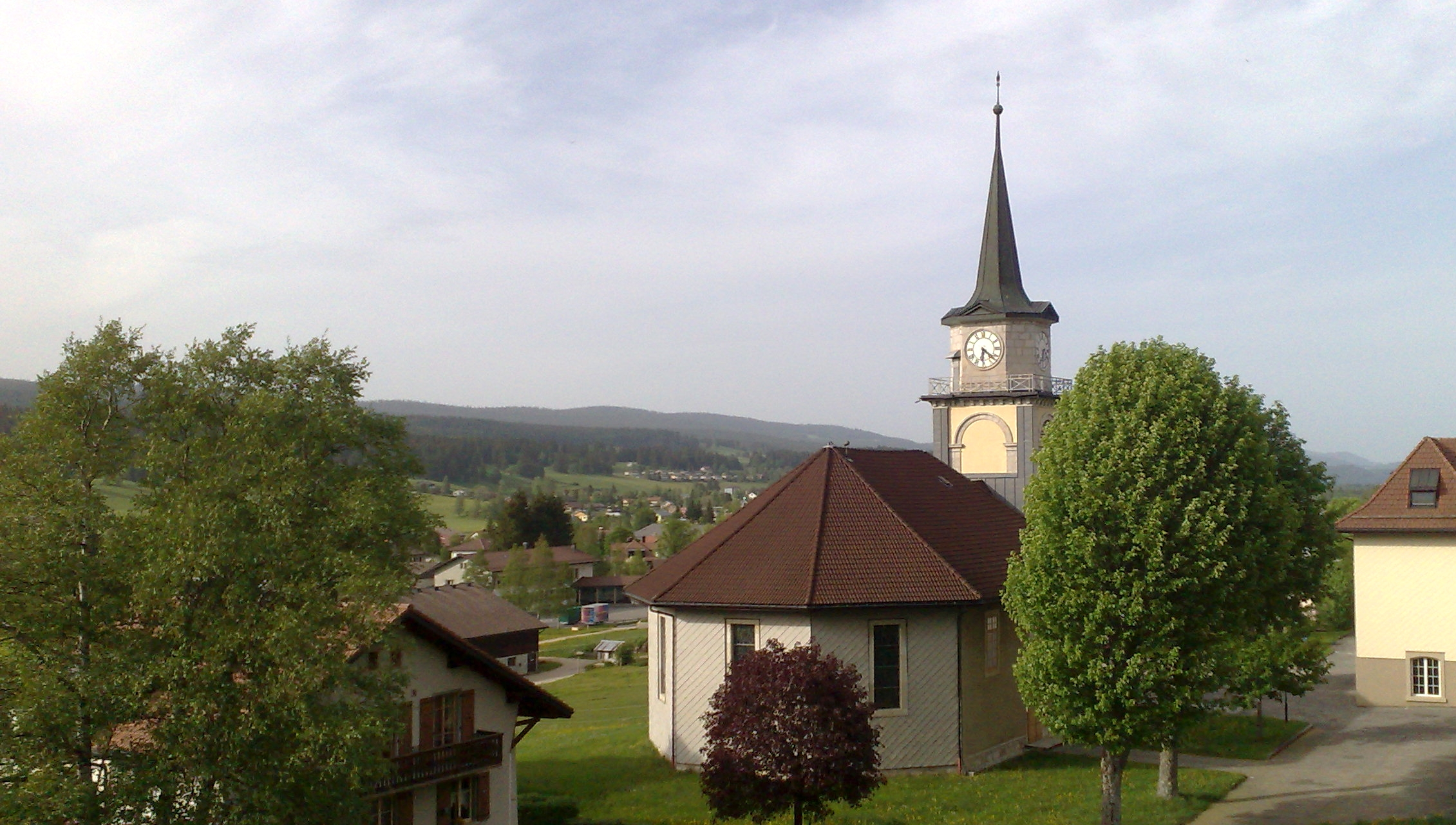
La chiesa riformata

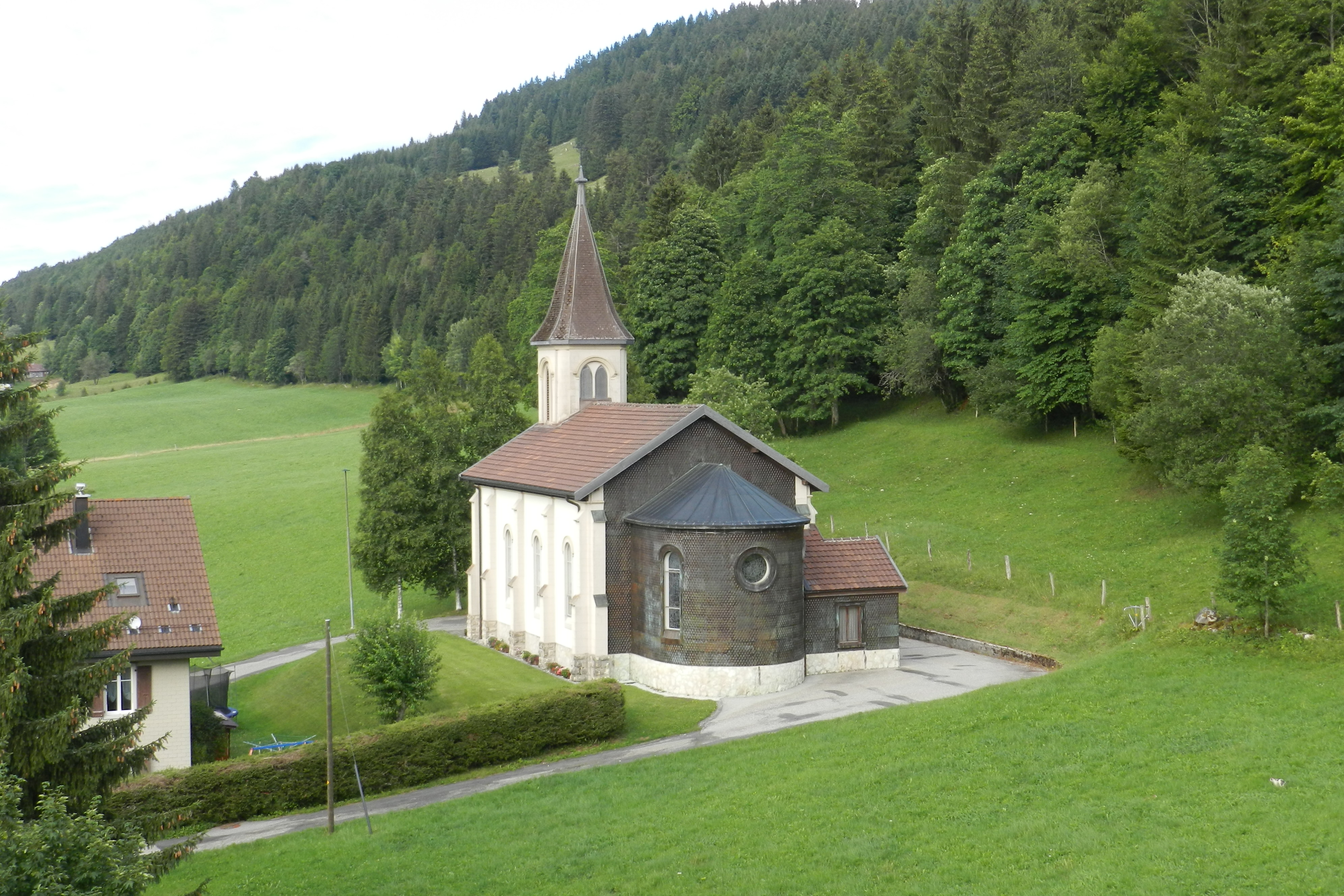
La chiesa cattolica

- Chiesa riformata, eretta nel 1835-1837[1];
- Chiesa cattolica, eretta alla fine del XIX secolo[1].

## Società

### Evoluzione demografica
L'evoluzione demografica è riportata nella seguente tabella:
Abitanti censiti

## Economia
Le Brassus è una stazione sciistica, attiva sia nello sci alpino sia nello sci nordico, nonché sede delle manifatture di orologeria Blancpain e Audemars Piguet.

## Infrastrutture e trasporti

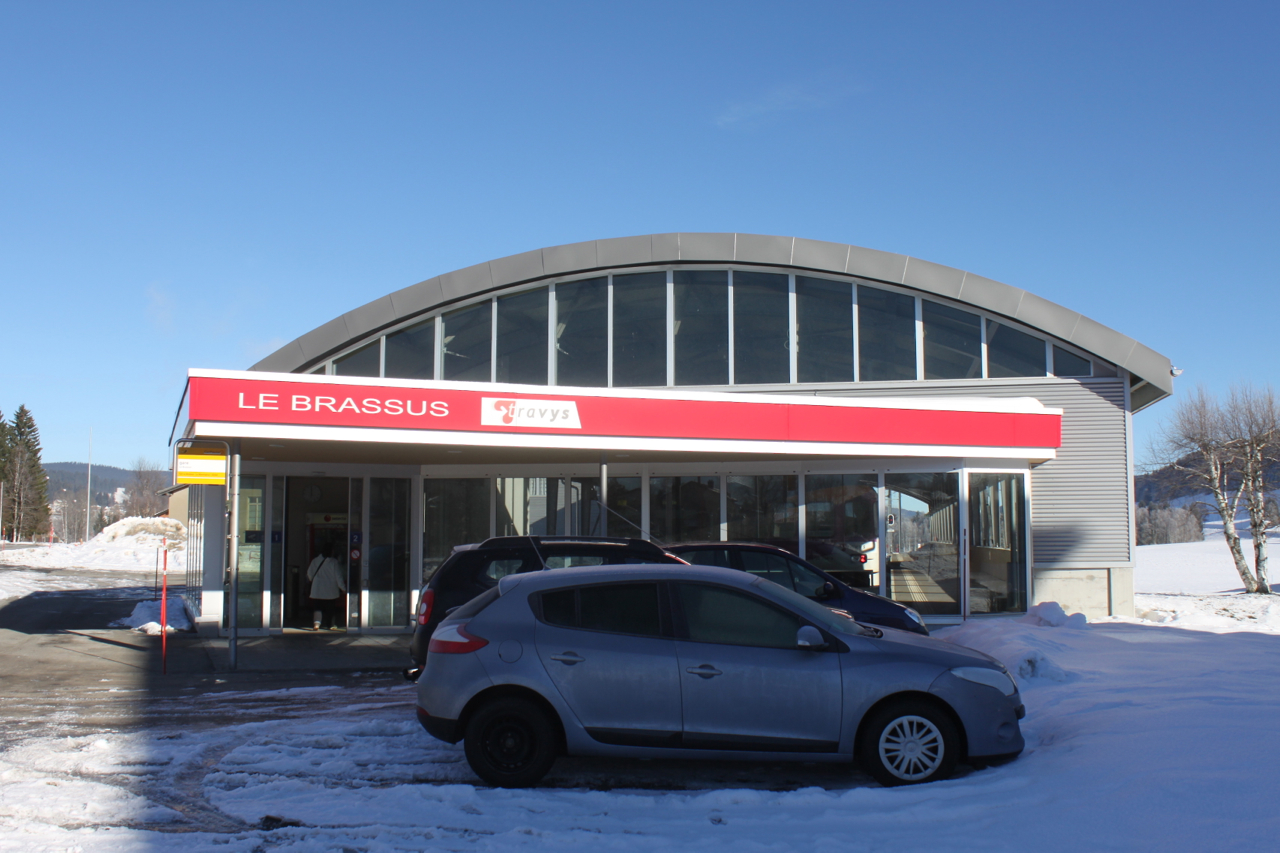
La stazione di Le Brassus

Le Brassus è servito dall'omonima stazione, capolinea della ferrovia Pont-Brassus.

## Amministrazione
Ogni famiglia originaria del luogo fa parte del cosiddetto comune patriziale e ha la responsabilità della manutenzione di ogni bene ricadente all'interno dei confini della frazione.

## Sport
Era attrezzata con il trampolino La Chirurgienne, dismesso. La località ha ospitato una tappa della Coppa del Mondo di sci di fondo 1982 e una della Coppa del Mondo di combinata nordica 1988.